# Маяими
Маяими (на английски: Mayaimi) е индианско племе от коренното население на Флорида, живеещо главно около езерото Окичоби. Не е известно какъв е езикът им, поради изолацията на местообитанието им и ранното им изчезване.

## История и култура
Предците на маяими живеят около езерото Окичоби в южна Флорида най-малко от 1000 година преди новата ера. От около 500 година преди новата ера те навлизат в нова културна фаза известна като Културата Окичоби. От около 200 г. до 1150 г. изграждат сложно общество с много градове свързани помежду си. Строят церемониални могили, сложни земни форми и изработват глинени фигури. От 1150 г. цивилизацията на хората на Културата Окичоби се срива и нейното място се заема от историческите маяими. Като своите предци, маяими остават предимно ловци-събирачи и риболовци като основният източник на храна е езерото и неговите околности. Хората живеят в големи отворени отстрани постройки, побиращи по 30 – 40 души всяка, издигнати на могили заради сезонните наводнения.
От 1700 г. маяими са подложени на постоянни нападения от индианци и английски заселници от Каролина. При тези набези са убити много хора, а тези които са заловени са продадени като роби. През 1710 г. група от 280 души, между които и вождът на „маими“, бягайки от тези нападения пристигат в Куба. Тези, които остават във Флорида се споменават през 1738 г. като живеещи в едно село близо до Кейп Канаверал. През 1743 г. около 100 маяими все още живеят на езерото Окичоби. След 1763 г., всички които са оцелели вероятно са евакуирани от испанците в Куба и от този момент племето престава да съществува.